# Рьонтгений
Рьонтгений е химичен елемент със символ Rg, атомен номер 111 и принадлежащ към групата на благородните метали. Името идва от учения Вилхелм Рьонтген. Открит е от Зигурд Хофман през 1994 г.